# Каратай-хан
Каратай-хан (? — 1826) — непризнанный Россией хан Младшего жуза (1806—1816), второй сын хана Нуралы от калмычки Рысс Ханым.

## Биография
После убийства в 1797 году казахского хана Есима вокруг султана Каратая объединилась султанская партия клана Абулхаира. Она требовала от Оренбургской администрации утверждения Каратая ханом Младшего жуза. Но в Оренбурге сделали ставку на Айшуака. Каратай не смирился с назначением Айшуака в 1797 году ханом и с этого времени начал вести активную борьбу за ханскую власть (1797—1814).
В 1806 году на р. Кобде казахские роды на съезде избрали Каратая ханом Младшего жуза. Каратай-хан начал борьбу с российским ставленником Жанторе-ханом. В том же 1806 году Каратай-хан захватил русский караван, шедший из Хивы. Оренбургский генерал-губернатор пытался хитростью заманить Каратая на пограничную линию, но его замысел провалился, в плен только попал султан Озбек-Али, брат Каратая. В ответ отряды Каратай-хана стали совершать набеги по всей Нижеуральской линии.
В 1807 году Каратай-хан обратился к оренбургскому генерал-губернатору с просьбой признать его ханом Младшего жуза, но получил отказ. После повторного захвата русского каравана, шедшего из Бухары в Оренбург, против Каратай-хана была организовала карательная экспедиция. Русские отряды из Оренбурга и Сарайчиковой крепости двинулись в степи, прошли по Уилу и Жему, грабя и разоряя казахские аулы. Но отряды Каратая смогли ускользнуть от преследования и вскоре вновь напали на русские пограничные крепости. В 1809 году последовала вторая карательная экспедиция, которая также окончилась безрезультатно. В этом же году сторонники Каратая напали на аул Жанторе-хана и убили русского ставленника. После этого Каратай-хан, надеясь на признание со стороны России, прекратил военные действия. Однако царская администрация отказалась признавать Каратая ханом Младшего жуза, в котором стал править ханский совет (1809—1812). В 1812 году новым ханом Младшего жуза был назначен Шергазы-хан (1812—1824), младший брат Жанторе-хана. В ответ Каратай-хан продолжил военные набеги на русские пограничные крепости. В 1812 и 1814 годах русские предприняли два карательных похода в степи. Казацкие отряды разорили казахские аулы, которые поддерживали Каратая, но сам хан смог избежать пленения. В 1814 году Каратай-хан пошел на переговоры с русской администрацией и встретился с оренбургским генерал-губернатором Г. Волконским. В ответ на возможность признания за ним ханского титула Каратай-хан дал письменное обязательство не воевать против России. Это вызвало недовольство подданных и сторонников Каратая, влияние которого теперь стало падать. В 1816 году Шергазы-хан при поддержке русских совершил нападение на отряды Каратая и султана Арынгазы. Тогда Каратай-хан призвал все казахское население поднимать на борьбу против Шергазы-хана и России. После вмешательство нового оренбургского генерал-губернатора П. Эссена Каратай-хан отказался от продолжения борьбы. Каратай вторично примирился с русской колониальной администрацией и полностью потерял авторитет в степи.
В 1824 году после упразднения ханской власти в Младшем жузе Каратай был назначен султаном-правителем западной части Орды. В 1820-х гг. участвовал в подавлении народно-освободительного движения во главе с Жоламаном Тленшиулы (1822—1825). Каратай-хан скончался в 1826 году.